# Municipio San Borja
Das Municipio San Borja ist ein Verwaltungsbezirk im Departamento Beni im südamerikanischen Anden-Staat Bolivien.

## Lage im Nahraum
Das Municipio San Borja ist eines von vier Municipios der Provinz Ballivián und liegt im südöstlichen Teil der Provinz. Es grenzt im Nordwesten an das Municipio Reyes, im Westen an das Municipio Rurrenabaque, im Südwesten an das Departamento La Paz, im Süden an die Provinz Moxos, im Osten an die Provinz Yacuma und im Norden an das Municipio Santa Rosa de Yacuma.
Größte Ortschaft und Verwaltungssitz in dem Municipio ist die Stadt San Borja mit 17.520 Einwohnern im Zentrum des Municipios, die zweitgrößte Siedlung ist Yucumo mit 4.693 Einwohnern. (Volkszählung 2012)

## Geographie
Das Municipio San Borja liegt im bolivianischen Tiefland, direkt östlich der Sierra Muchanes, einem Abschnitt der Vorgebirgsketten der Cordillera Oriental. Das Klima der Region ist tropisch und ganzjährig humid, die ursprüngliche Vegetation ist die des tropischen Regenwaldes.
Die mittlere Durchschnittstemperatur der Region liegt bei 26 °C (siehe Klimadiagramm) und schwankt nur unwesentlich zwischen 23 °C im Juni und Juli und etwa 27 °C von Oktober bis März. Der Jahresniederschlag beträgt 1800 mm, mit mäßigen Monatsniederschlägen von 60 bis 70 mm von Juni bis September, und einer ausgeprägten Regenzeit von Dezember bis März mit Monatsniederschlägen von 200 bis 300 mm.

## Bevölkerung
Die Bevölkerungszahl hat sich zwischen 1992 und 2024 nahezu verdoppelt:
| Jahr | Einwohner | Quelle       |
| ---- | --------- | ------------ |
| 1992 | 24.251    | Volkszählung |
| 2001 | 34.363    | Volkszählung |
| 2012 | 40.864    | Volkszählung |
| 2024 | 45.562    | Volkszählung |

Bei der Volkszählung 2012 beträgt der Anteil der städtischen Bevölkerung in dem Municipio 54,4 Prozent, die Lebenserwartung der Neugeborenen lag im Jahr 2001 bei 66,4 Jahren.
Der Alphabetisierungsgrad bei den über 19-Jährigen beträgt 79,5 Prozent, und zwar 84,5 Prozent bei Männern und 73,8 Prozent bei Frauen (2001).

## Politik
Ergebnis der Regionalwahlen (concejales del municipio) vom 4. April 2010:
| Wahl- berechtigte |  | Wahl- beteiligung | gültige Stimmen |  | MAS-IPSP | PRIMERO | MNR-PUEBLO |
| ----------------- |  | ----------------- | --------------- |  | -------- | ------- | ---------- |
| 15.704            |  | 13.451            | 11.833          |  | 5.736    | 3.452   | 2.645      |
|                   |  | 85,7 %            | 88,0 %          |  | 48,5 %   | 29,2 %  | 22,4 %     |

Ergebnis der Regionalwahlen (elecciones de autoridades políticas) vom 7. März 2021:
| Wahl- berechtigte |  | Wahl- beteiligung | gültige Stimmen |  | MAS-IPSP | TODOS   | MTS     | AHORA! | UNEBENI |
| ----------------- |  | ----------------- | --------------- |  | -------- | ------- | ------- | ------ | ------- |
| 22.822            |  | 19.390            | 16.315          |  | 6.144    | 4.713   | 3.449   | 1.526  | 240     |
|                   |  | 84,96 %           | 84,14 %         |  | 37,66 %  | 28,89 % | 21,14 % | 9,35 % | 1,47 %  |

## Gliederung
Das Municipio ist nicht weiter in Kantone unterteilt und besteht nur aus dem Kanton San Borja.

## Ortschaften im Municipio San Borja
- Kanton San Borja
  - San Borja 17.520 Einw. – Yucumo 4693 Einw. – El Palmar 711 Einw. – Tacuaral de Mattos 489 Einw. – La Cruz 486 Einw. – Quiquibey 162 Einw. – Galilea 149 Einw. – Tierra Santa 148 Einw.